# Xanthochorema celadon
Xanthochorema celadon är en nattsländeart som beskrevs av Schmid 1989. Xanthochorema celadon ingår i släktet Xanthochorema och familjen Hydrobiosidae. Inga underarter finns listade i Catalogue of Life.